# Francisco Javier Cornago
Francisco Javier Cornago Redrado (Madrid, 16 dicembre 1969) è un ex calciatore spagnolo, di ruolo centrocampista.

## Biografia
Ha un fratello di nome José Ignacio. Anche lui fu un calciatore di ruolo centrocampista, con un passato nella Segunda División B spagnola.

## Carriera
Cresce nelle giovanili del Real Madrid, successivamente si trasferisce al Real Saragozza. In Aragona è impiegato prevalentemente con la squadra filiale, in Segunda División B. Il 31 marzo 1991 ottiene la sua prima e unica presenza in Primera División, entrando in campo alla Romareda al 67' al posto di Pascual Sanz, in una partita persa per 0-1 contro il Tenerife.
Nel 1992 passa al Sant Andreu, in Segunda B. Qui, allenato da Jordi Gonzalvo, segna 6 gol in campionato e porta i catalani ai playoff per la promozione in Segunda División , senza tuttavia qualificarsi.
Dopo un anno al Sant Andreu, si trasferisce in Segunda División con il Villarreal. Debutta in il 5 settembre 1993 contro il Leganés.
Nel 1996 dopo aver collezionato 82 presenze e 6 gol in tre stagioni in Segunda División, lascia il Villarreal per passare al Málaga CF, in Segunda B.
Nella stagione 1999-2000 ottiene la promozione dalla Segunda División B alla Segunda División con la maglie del Real Jaén.
Chiude la carriera nel 2007, militando nelle Divisiones Regionales de Fútbol con il Club Deportivo Benicarló.